# Vergeet-mij-nietje (lied)
Vergeet-mij-nietje is een Nederlandstalige single van de Belgische band Leopold 3 uit 1993. Het is afkomstig van hun tweede album Spiegels.

## Achtergrond

### Eurosong 1993
In 1993 nam Leopold 3 met Vergeet-mij-nietje deel aan Eurosong, de Belgische voorronde voor het Eurovisiesongfestival van dat jaar. De groep trad op 20 februari 1993 eerst aan in een halve finale en wist die dankzij de punten van de vakjury ook te winnen. Daarmee kwalificeerde het nummer zich voor de finale van Eurosong op 6 maart. In de finale strandde Vergeet-mij-nietje op de vierde plaats, waardoor Leopold 3 niet naar het songfestival werd afgevaardigd.

### Hitsucces
Ondanks dat Vergeet-mij-nietje niet geselecteerd werd voor het Eurovisiesongfestival, verscheen een remix van het nummer in het najaar van 1993 alsnog op single. In de Vlaamse hitparade stond het vervolgens vijftien weken genoteerd en bereikte het de 15de plaats als hoogste positie.
Naast de remixversie bevatte de single ook een instrumental synth mix en unplugged piano mix-versie van het lied.
| Positie: | 44 | 31 | 27 | 21 | 18 | 18 | 18 | 19 | 15 | 19 | 21 | 22 | 26 | 28 | 40 | uit |

## Meewerkende artiesten
Producer:
- Olivier Adams
- Patrick Claesen

Muzikanten:
- Erik Goossens (zang)
- Patrick Claesen (keyboards, programmatie)
- Stefan Wuyts (drums)